# Ourcq (rivier)

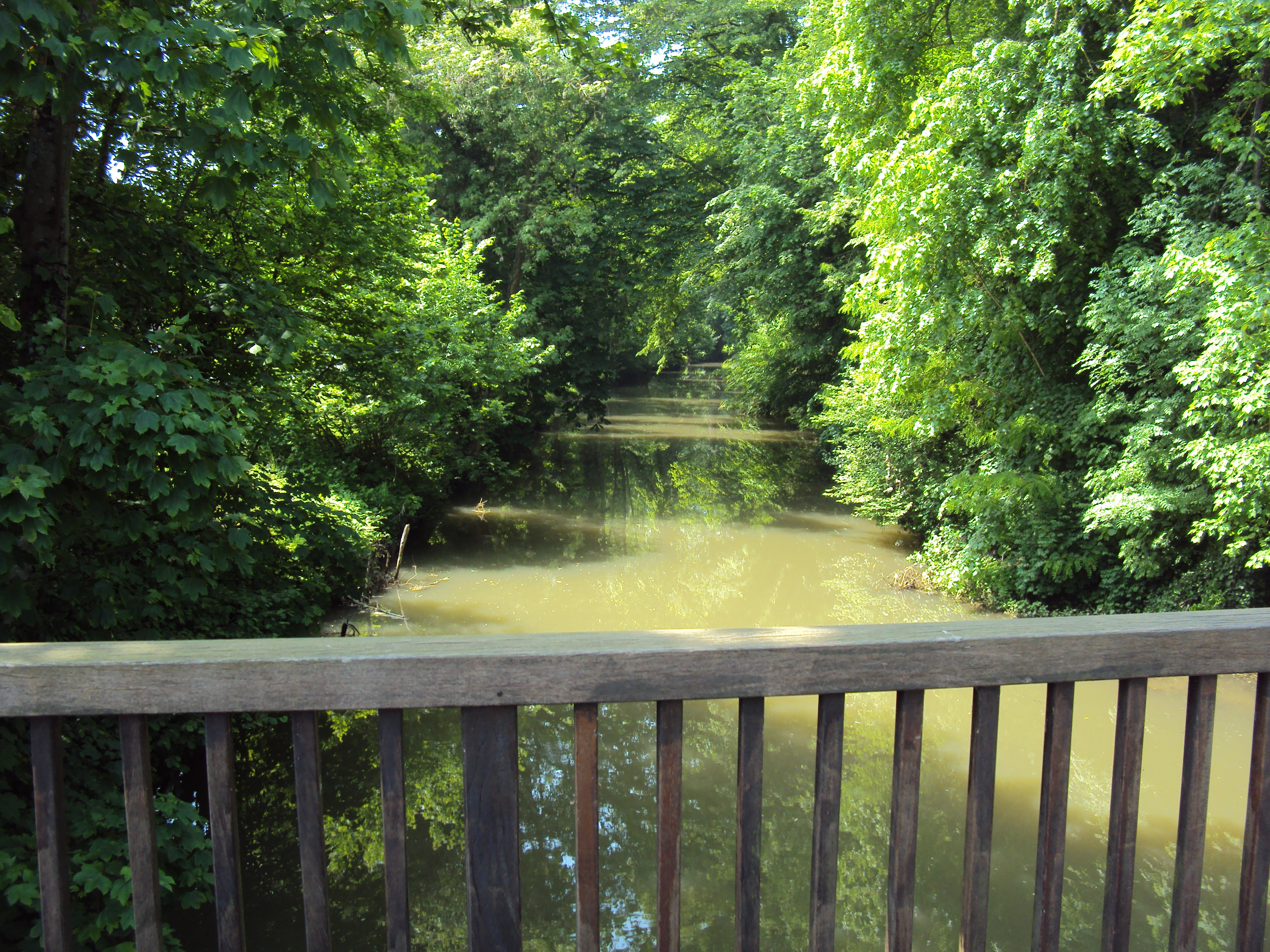
De Ourcq bij Lizy-sur-Ourcq

De Ourcq is een 86 kilometer lange rivier in Frankrijk, die naast de Marne stroomt. De bron ligt ten zuiden van het dorp Courmont in de gelijknamige gemeente. De rivier stroomt door de departementen Aisne, Oise en Seine-et-Marne. In zuidwestelijke richting stroomt de rivier door de plaatsen Fère-en-Tardenois, La Ferte-Milon, Mareuil-sur-Ourcq en Crouy-sur-Ourcq, waarna hij uiteindelijk uitmondt in de Marne, in de buurt van Lizy-sur-Ourcq.
Napoleon Bonaparte liet de rivier deels  kanaliseren en het Canal de l'Ourcq aanleggen voor de drinkwatervoorziening van Parijs. Ze diende tot aan de verbouwing van Parijs (het plan van Haussmann) in de tweede helft van de negentiende eeuw als hoofdbron.
- Gemeinsame Normdatei: 4449895-0
- Virtual International Authority File: 8145424479986830876